# Synodontis membranaceus
Synodontis membranaceus hay còn được gọi là moustache catfish là một loài cá da trơn bơi lộn ngược thuộc họ Mochokidae và là loài đặc hữu của Bắc Phi. Nó được nhà tự nhiên học người Pháp Geoffroy Saint-Hilaire mô tả vào lần đầu tiên vào năm 1809 với tên Pimelodus membranaceus từ việc quan sát mẫu vật đã được thu thập ở sông Nile. Cái tên membranaceus được dùng nhằm để ám chỉ cái màng ở trên râu của nó.
Nó có màu xám bạc ở trên lưng và hai mặt, và mặt dưới thường là màu nâu đậm hoặc đen, râu có màu trắng với màu nâu đậm hoặc đen ở viền của màng. Những cá thể gần trưởng thành sẽ có những vết màu tối hay là có đốm tạo thành sọc. Những vết và đốm này sẽ mờ dần theo tuổi của nó.
Khi trưởng thành, kích thước lớn nhất của chúng mà ta đã ghi nhận là 46 cm (18 in). Nhìn chung thì con cái các loài thuộc chi Synodontis thì có kích thước thường to hơn cơn đực.

Trong tự nhiên, chúng phân bố ở các khu vực từ Sénégal đến Sudan.
Chúng được đánh bắt chủ yếu là làm thực phẩm cho con người.
Nơi ở của chúng trong tự nhiên là ở các vùng nước sâu hay trong suối và chúng bơi lộn ngược. Điều này giải thích lí do phần lưng của chúng thì có màu sáng hơn phần bụng. Còn trong bể cá thì chúng không bơi lộn ngược nữa nên màu của phần lưng sẽ tối hơn, còn phần bụng thì sáng hơn. Thức ăn của chúng là côn trùng, động vật phù du, động vật giáp xác và động vật thân mềm. Việc sinh sản của nó hiện tại vẫn chưa được tìm hiểu.